# Контрольная полоса
«Контрольная полоса» — приключенческий художественный фильм. Снят в 1980 году на киностудии Таджикфильм режиссёром Юсуфом Азизбаевым. Премьера фильма состоялась в мае 1981 года.

## Сюжет
При попытке перейти государственную границу СССР был задержан и покончил с собой резидент одной из западных разведок, который хотел вынести с советской территории фотоплёнку, отснятую на одном из оборонных объектов.
Из-за границы посылают за дубликатом плёнки внучку одного из ближайших сподвижников лидера басмачества Ибрагим-бека, унаследовавшую от деда лютую ненависть к советской власти, и сына человека, воевавшего против советской власти в годы войны…

## В ролях
| Актёр                                   | Роль                                       |
| --------------------------------------- | ------------------------------------------ |
| Олег Штефанко                           | рядовой (в конце фильма — ефрейтор) Рудзик |
| Сергей Чернядьев                        | сержант Сергей Васильев                    |
| Георгий (Гия) Дарчиашвили               | ефрейтор Георгий Чиладзе                   |
| Каринэ Арменянц                         | Магда/Райхон Массаидова                    |
| Михаил Чигарёв                          | Эмиль                                      |
| Махамадали Мухамадиев (Мухамедиев)      | Абдулло Алимов                             |
| Хабибулло Абдуразаков                   | Саттар-ака                                 |
| Олев Эскола (озвучивал Феликс Яворский) | Крамер                                     |
| Али Мухаммад                            | прапорщик                                  |
| Ато Мухамеджанов                        | Хабиб                                      |
| Валерий Фидаров                         | лейтенант Земенко                          |
| Гурминдж Завкибеков                     | водитель грузовика                         |
| Курбан Шарипов                          | Саттар Бобо                                |
| Анвар Тураев                            | Закир-ака                                  |

### В эпизодах
- Нозукмо Шомансурова (Шохмансурова)
- Юрий Горобец
- Абдусалом Рахимов
- Саида Турсунова
- Тимур Азизбаев
- Джамал Садриддинов
- Виктор Лазарев
- П. Чутилов
- О. Синькова
- Ш. Ульмасова
- М. Зугурова
- В. Алеев

## Съёмочная группа
- Режиссёр: Юсуф Азизбаев
- Сценаристы: Александр Антокольский, Абдусалом Гафаров
- Оператор: Ростислав Пирумов
- Композитор: Валентин Спасский
- Текст песен: О. Романычев
- Художник: Владимир Мякота
- Звукооператоры: Фармон Махмудов, Э. Рахимов